# Heinrich Dernburg
Heinrich Dernburg (3 de março de 1829 – 25 de novembro de 1907) foi um jurista, professor e político alemão. Nascido em Mainz, no Grão-Ducado de Hesse, era irmão de Friedrich Dernburg e o avô materno do historiador Heinrich Sproemberg.
Judeu de origem, Dernburg foi batizado como Cristão juntamente com sua família, em 1841. Ele foi educado no ginásio de Mainz e posteriormente nas universidades de Gießen e Berlim, formando-se na última em 1851. No mesmo ano, ele se tornou Privat-docent do corpo docente jurídico da Universidade de Heidelberg. Em 1852, ele foi chamado a Zurique como professor assistente, e foi nomeado professor em 1855. Em 1862, ele aceitou uma posição semelhante na Universidade de Halle, que ele representou na câmara dos Lordes da Prússia, de 1866 e 1873, quando ele se tornou professor de Direito Romano e Prussiano na Universidade de Berlim. Voltou à Herrenhaus em 1873. Com Brinckmann e outros, fundou o Kritische Zeitschrift für die Gesammte Rechtswissenschaft em 1851.
Dernburg foi um dos principais peritos em Direito Civil Prussiano como codificado no Allgemeines Landrecht für die Preußischen Staaten (ALR). Seu trabalho buscava manter um equilíbrio entre "interesses mercantis" e "utopias sociais". Diferente dos outros pandectistas de seu tempo, Dernburg nunca foi acusado de advocar uma forma doutrinária nem reacionária do positivismo jurídico.

## Obras
- "Geschichte und Theorie der Kompensation," Heidelberg, 1854; 2d ed., 1868;
- "Das Pfandrecht," Leipzig, 1860–64;
- "Die Institutionen des Gaius, ein Kollegienheft aus dem Jahre 161 nach Christi Geburt," Halle, 1869;
- "Lehrbuch des Preussischen Privatrechts und die Privatrechtnormen des Reiches," ib. 1871-80;
- "Das Vormundschaftsrecht der Preussischen Monarchie," Berlin, 1875; 3d ed., edited by Schultzenstein, 1886;
- "Das Preussische Hypothekenrecht" (with Hinrichs), Leipzig, 1877–91;
- "Pandekten," ib. 1884-87; 6th ed., 1900–01;
- "Die Königliche Friedrich-Wilhelms-Universität Berlin in Ihrem Personalbestande seit Ihrer Einrichtung bis 1885," ib. 1885;
- "Das Bürgerliche Recht des Deutschen Reiches und Preussen," Halle, 1898-1900.